# Michał Maciejowski
Pour les articles homonymes, voir Maciejowski.
Michał Mirosław Maciejowski (né le 23 juin 1912 à Ostrów Wielkopolski - mort en août 1988 à Montréal) est un pilote de chasse polonais, as des forces armées polonaises de la Seconde Guerre mondiale.

## Biographie
Michał Maciejowski passe son enfance à Ostrów Wielkopolski puis s'installe avec sa famille à Poznań où il est reçu bachelier en 1931. Il commence des études de chimie à l'université et termine l'école des cadets officiers de réserve de la force aérienne.
En 1939, il est mobilisé au 3e régiment aérien à Poznań ; il ne participe pas aux combats en raison du manque d'avions armés mais effectue des reconnaissances aériennes. Le 17 septembre 1939, il est évacué en Roumanie puis en France via la Syrie. Il participe à la bataille de France sur Breguet 693 en 1940. Il passe en Angleterre après l'armistice française en ayant voler un appareil avec trois autres pilotes polonais.
Le 2 septembre 1940, il est affecté en tant que sergent au 111 RAF Squadron ; deux jours plus tard il remporte sa première victoire aérienne[réf. nécessaire]. Il sert ensuite au 249 RAF Squadron. Le 10 avril 1941, il reçoit son affectation à la 317e escadrille de chasse polonaise, il combat aussi au sein de la 316e escadrille. Il est nommé sous-lieutenant en juin 1942. Le 9 août 1943 lors de la mission Ramrod 191, il entre en collision avec l'avion du lieutenant Lech Kondracki, au-dessus de Montreuil, en France. Il est fait prisonnier,,,. Interrogé deux semaine par la Gestapo, il est transféré au Stalag Luft III. Libéré à la fin de la guerre, il est réintégré à la 309e escadrille de chasse polonaise. Il est démobilisé en 1947 avec le grade de capitaine.
Après la guerre, il reste en Angleterre, change son nom de famille et son prénom en Michael Manson puis reprend du service dans la Royal Air Force de 1951 à 1972, notamment comme pilote d'essai. En 1987, après la mort de sa femme, il s'installe à Winnipeg au Canada avec sa fille.
Michal Maciejowski est titulaire de 11 victoires homologuées,, et 3 ou 4 probables.

## Décorations
- Distinguished Flying Cross (Royaume-Uni) (novembre 42)[5]
- Distinguished Flying Medal (Royaume-Uni) (octobre 1941)[5]
- Ordre militaire de Virtuti Militari (Pologne) (5e classe) (mai 1942)[5]
- Croix de la Valeur Krzyż Walecznych (Pologne) (3 bars : avril 1941, octobre 1941, novembre 1942)[5]